# The Voice of Scott McKenzie
The Voice of Scott McKenzie è il primo album di Scott McKenzie, pubblicato nel 1967.

## Tracce
1. San Francisco (Be Sure to Wear Flowers in Your Hair) – 2:56 (Phillips)
2. Like an Old Time Movie – 3:15 (Phillips)
3. Twelve Thirty – 3:17 (Phillips)
4. No, No, No, No, No – 2:51 (Polnareff, Stephens)
5. Celeste – 3:30 (Donovan)
6. Rooms – 3:27 (Phillips)
7. Don't Make Promises – 3:50 (Hardin)
8. Reasons to Believe – 2:20 (Hardin)
9. It's Not Time Now – 2:45 (Sebastian, Yanovsky)
10. What's the Difference, Chapter 1 – 2:18 (McKenzie)
11. What's the Difference, Chapter 2 – 2:40 (McKenzie)

## Classifiche
| Anno | Classifica    | Posizione |
| ---- | ------------- | --------- |
| 1968 | Billboard 200 | 127       |